# Gronajny
Gronajny (Duits: Grünhagen) is een plaats in het Poolse district  Sztumski, woiwodschap Pommeren. De plaats maakt deel uit van de gemeente Sztum en telt 210 inwoners.

## Verkeer en vervoer
- Station Gronajny